# Eschenbach (St. Gallen)
Eschenbach – miejscowość i gmina we wschodniej Szwajcarii, w kantonie St. Gallen, w okręgu See-Gaster. 1 stycznia 2013 do gminy przyłączono gminy Goldingen i St. Gallenkappel.

## Demografia
W Eschenbachu mieszka 9996 osób. W 2022 roku 16,6% populacji gminy stanowiły osoby urodzone poza Szwajcarią. 

## Współpraca
Miejscowość partnerska:
- Le Landeron, Neuchâtel

## Transport
Przez teren gminy przebiegają autostrada A15 oraz drogi główne nr 8, nr 345, nr 426 i nr 428.